# 岭东雕塑院
岭东雕塑院，位于广东省汕头市龙湖区长平东路161号艺苑文化广场，是中国文化部中国艺术研究院·中国雕塑院属下的粤东创作基地，也为国际性艺术机构。岭东雕塑院成立于2010年5月11日，与岭东美术馆、萧晖荣艺术馆相邻。

## 结构
岭东雕塑院分为学术委员会、创作工作室、铸造厂、院办公室、雕塑院网站5个部门。

## 交通
公交20路、39路。